# Nerf labial postérieur
Les nerfs labiaux postérieurs sont des nerfs sensitifs qui font partie des nerfs périnéaux chez la femme.

## Origine
Les nerfs labiaux postérieurs sont les ramifications du rameau superficiel périnéal.

## Trajet
Le rameau superficiel périnéal se ramifie après sa sortie du canal pudendal. Ils traversent l'aponévrose du diaphragme urogénital et se répartissent dans la peau des grandes lèvres.
Ils sont accompagnés des branches labiales de l'artère périnéale.
Ils communiquent avec la branche périnéale du nerf cutané fémoral postérieur.